# Lamar megye (Mississippi)
Lamar megye az Amerikai Egyesült Államokban, azon belül Mississippi államban található. Megyeszékhelye Purvis, legnagyobb városa Hattiesburg. Lakosainak száma 64 222 fő (2020. április 1.). Lamar megye Covington, Pearl River, Forrest, Jefferson Davis és Marion megyékkel határos.

## Népesség
A megye népességének változása:
| Lakosok száma | 56 040 | 57 040 | 57 739 | 58 801 | 60 618 | 64 222 |
|               | 2010   | 2011   | 2012   | 2013   | 2015   | 2020   |